# Keizersgracht (Leeuwarden)
De Keizersgracht is een straat en voormalige gracht in Leeuwarden, de hoofdstad van de Nederlandse provincie Friesland. De gracht heette aanvankelijk Blokhuisdiep maar werd spoedig hernoemd. De herkomst van de naam Keizersgracht is echter onduidelijk. De gracht begon bij het Droevendal en liep zuidwaarts, tot aan een haakse bocht waarna de gracht verder naar het westen liep tot aan het huidige Blokhuisplein. Het noordelijke deel van de toenmalige Keizersgracht is in 1845 gedempt en heet sindsdien Gedempte Keizersgracht. Het overgebleven gedeelte van de Keizersgracht werd in 1956 alsnog gedempt. Op het terrein ten zuiden daarvan bevindt zich de Blokhuispoort, tot 2007 een gevangeniscomplex.
Aan de Gedempte Keizersgracht zijn in de twintigste eeuw kantoorpanden verrezen voor verschillende (semi-)overheidsdiensten. Inmiddels zijn er plannen voor herontwikkeling van dit gebied, onder meer door de bouw van een nieuwe parkeergarage en woningen.

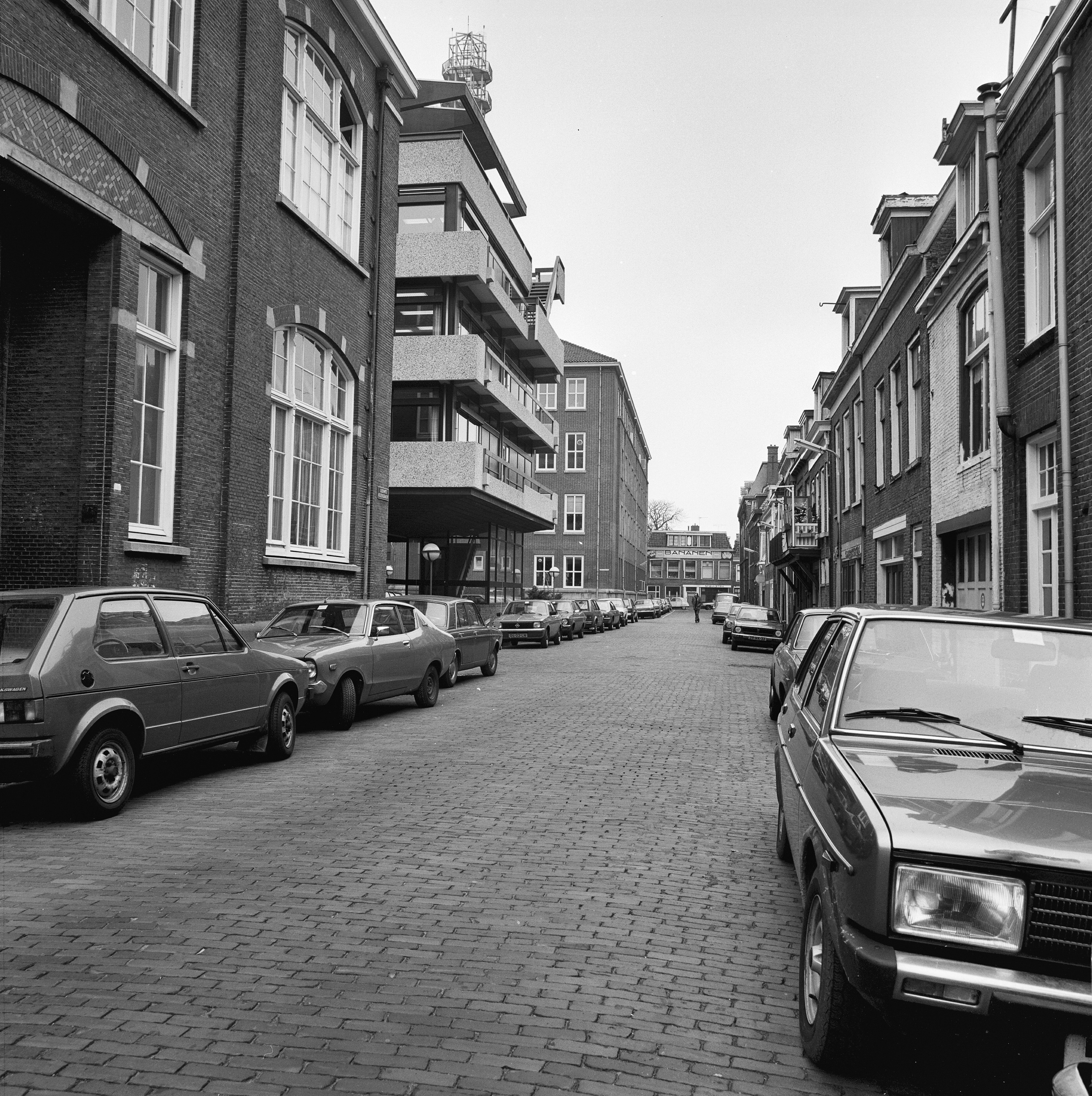
De Gedempte Keizersgracht naar het noorden gezien, met links een modern kantoorpand (inmiddels gesloopt), en daarachter de telefooncentrale, waarvan ook de zendmast nog net zichtbaar is.
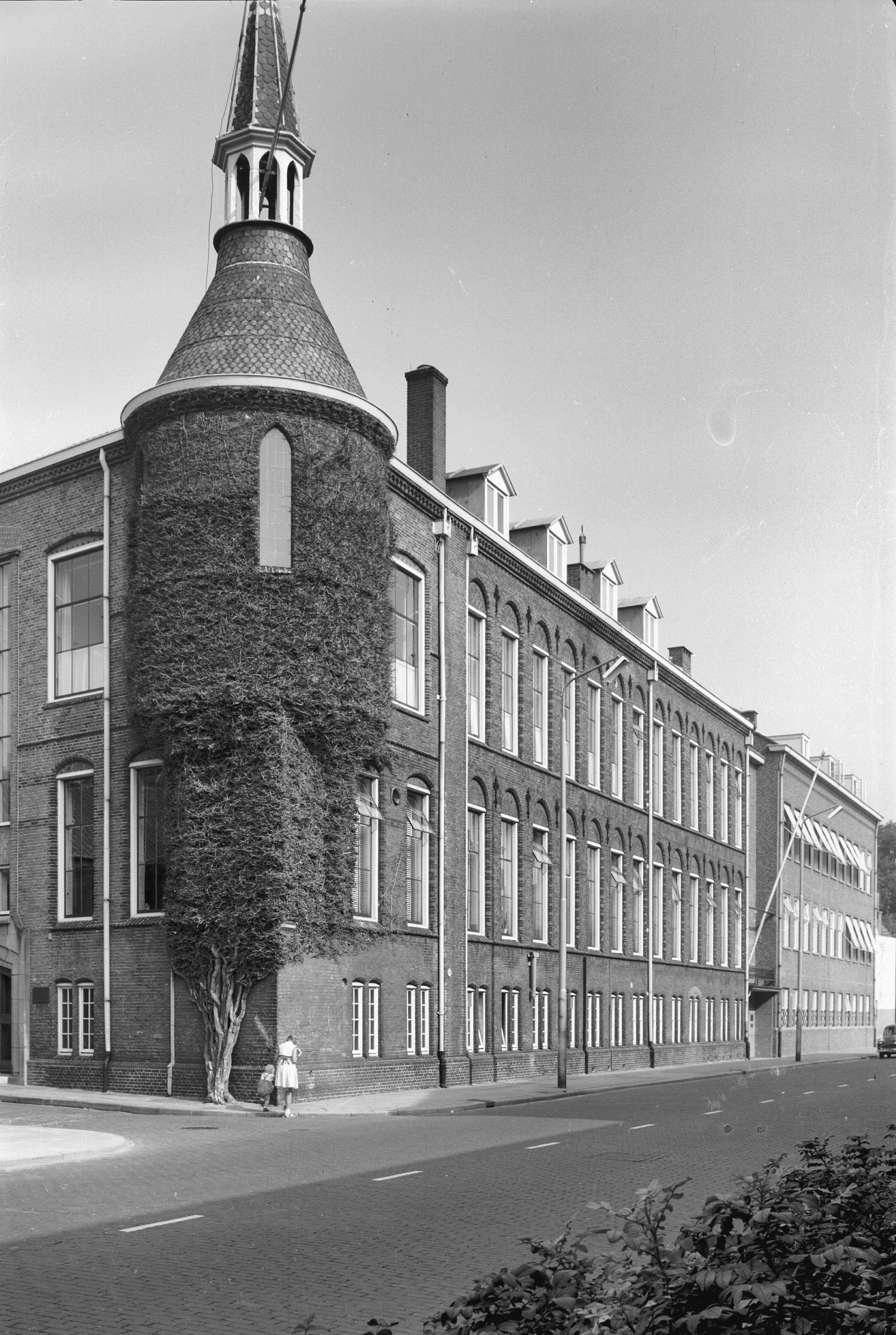
Het voormalige Sint-Fredericus Liefdesgesticht (1881-1988) op de hoek van de Kruisstraat en de Keizersgracht